# Église Notre-Dame-de-Lumière de Mdina
 (janvier 2023).
Si vous disposez d'ouvrages ou d'articles de référence ou si vous connaissez des sites web de qualité traitant du thème abordé ici, merci de compléter l'article en donnant les références utiles à sa vérifiabilité et en les liant à la section « Notes et références ».
L'église Notre-Dame-de-Lumière est une église catholique située à Mdina, à Malte.

## Historique
L'église a été construite au XVIIe siècle en lieu et place d'une église dédiée à la Sainte Croix détruite en 1681,.